# 2002-es Le Mans-i 24 órás verseny

A 70. Le Mans-i 24 órás versenyt 2002. június 15. és június 16. között rendezték meg.

## Végeredmény
| Helyezés | Kategória | #  | Csapat                                          | Versenyző                                                      | Modell                           | Gumi | Körök |
| Helyezés | Kategória | #  | Csapat                                          | Versenyző                                                      | Motor                            | Gumi | Körök |
| -------- | --------- | -- | ----------------------------------------------- | -------------------------------------------------------------- | -------------------------------- | ---- | ----- |
| 1        | LMP900    | 1  | Audi Sport Team Joest                           | Frank Biela Tom Kristensen Emanuele Pirro                      | Audi R8                          | M    | 375   |
| 1        | LMP900    | 1  | Audi Sport Team Joest                           | Frank Biela Tom Kristensen Emanuele Pirro                      | Audi 3.6L Turbo V8               | M    | 375   |
| 2        | LMP900    | 2  | Audi Sport North America                        | Johnny Herbert Christian Pescatori Rinaldo Capello             | Audi R8                          | M    | 374   |
| 2        | LMP900    | 2  | Audi Sport North America                        | Johnny Herbert Christian Pescatori Rinaldo Capello             | Audi 3.6L Turbo V8               | M    | 374   |
| 3        | LMP900    | 3  | Audi Sport Team Joest                           | Marco Werner Michael Krumm Philipp Peter                       | Audi R8                          | M    | 372   |
| 3        | LMP900    | 3  | Audi Sport Team Joest                           | Marco Werner Michael Krumm Philipp Peter                       | Audi 3.6L Turbo V8               | M    | 372   |
| 4        | LMGTP     | 8  | Team Bentley                                    | Andy Wallace Eric van de Poele Butch Leitzinger                | Bentley EXP Speed 8              | D    | 362   |
| 4        | LMGTP     | 8  | Team Bentley                                    | Andy Wallace Eric van de Poele Butch Leitzinger                | Bentley 4.0L Turbo V8            | D    | 362   |
| 5        | LMP900    | 15 | PlayStation Team Oreca                          | Olivier Beretta Érik Comas Pedro Lamy                          | Dallara SP1                      | M    | 359   |
| 5        | LMP900    | 15 | PlayStation Team Oreca                          | Olivier Beretta Érik Comas Pedro Lamy                          | Judd GV4 4.0L V10                | M    | 359   |
| 6        | LMP900    | 14 | PlayStation Team Oreca                          | Stéphane Sarrazin Franck Montagny Nicolas Minassian            | Dallara SP1                      | M    | 359   |
| 6        | LMP900    | 14 | PlayStation Team Oreca                          | Stéphane Sarrazin Franck Montagny Nicolas Minassian            | Judd GV4 4.0L V10                | M    | 359   |
| 7        | LMP900    | 5  | Audi Sport Japan Team Goh                       | Hiroki Katoh Yannick Dalmas Ara Szeidzsi                       | Audi R8                          | M    | 358   |
| 7        | LMP900    | 5  | Audi Sport Japan Team Goh                       | Hiroki Katoh Yannick Dalmas Ara Szeidzsi                       | Audi 3.6L Turbo V8               | M    | 358   |
| 8        | LMP900    | 16 | Racing for Holland B.V.                         | Jan Lammers Tom Coronel Val Hillebrand                         | Dome S101                        | M    | 351   |
| 8        | LMP900    | 16 | Racing for Holland B.V.                         | Jan Lammers Tom Coronel Val Hillebrand                         | Judd GV4 4.0L V10                | M    | 351   |
| 9        | LMP900    | 6  | Team Cadillac                                   | Wayne Taylor Max Angelelli Christophe Tinseau                  | Cadillac Northstar LMP02         | M    | 345   |
| 9        | LMP900    | 6  | Team Cadillac                                   | Wayne Taylor Max Angelelli Christophe Tinseau                  | Cadillac Northstar 4.0L Turbo V8 | M    | 345   |
| 10       | LMP900    | 17 | Pescarolo Sport                                 | Sébastien Bourdais Jean-Christophe Boullion Franck Lagorce     | Courage C60                      | M    | 343   |
| 10       | LMP900    | 17 | Pescarolo Sport                                 | Sébastien Bourdais Jean-Christophe Boullion Franck Lagorce     | Peugeot A32 3.2L Turbo V6        | M    | 343   |
| 11       | GTS       | 63 | Corvette Racing                                 | Ron Fellows Johnny O'Connell Oliver Gavin                      | Chevrolet Corvette C5-R          | G    | 335   |
| 11       | GTS       | 63 | Corvette Racing                                 | Ron Fellows Johnny O'Connell Oliver Gavin                      | Chevrolet LS7R 7.0L V8           | G    | 335   |
| 12       | LMP900    | 7  | Team Cadillac                                   | Eric Bernard Emmanuel Collard JJ Lehto                         | Cadillac Northstar LMP02         | M    | 334   |
| 12       | LMP900    | 7  | Team Cadillac                                   | Eric Bernard Emmanuel Collard JJ Lehto                         | Cadillac Northstar 4.0L Turbo V8 | M    | 334   |
| 13       | GTS       | 64 | Corvette Racing                                 | Andy Pilgrim Kelly Collins Franck Fréon                        | Chevrolet Corvette C5-R          | G    | 331   |
| 13       | GTS       | 64 | Corvette Racing                                 | Andy Pilgrim Kelly Collins Franck Fréon                        | Chevrolet LS7R 7.0L V8           | G    | 331   |
| 14       | GTS       | 52 | Equipe de France FFSA Oreca                     | Jonathan Cochet Benoît Tréluyer Jean-Philippe Belloc           | Chrysler Viper GTS-R             | M    | 326   |
| 14       | GTS       | 52 | Equipe de France FFSA Oreca                     | Jonathan Cochet Benoît Tréluyer Jean-Philippe Belloc           | Chrysler 8.0L V10                | M    | 326   |
| 15       | LMP900    | 13 | Courage Compétition                             | Didier Cottaz Boris Derichbourg Thed Björk                     | Courage C60                      | M    | 322   |
| 15       | LMP900    | 13 | Courage Compétition                             | Didier Cottaz Boris Derichbourg Thed Björk                     | Judd GV4 4.0L V10                | M    | 322   |
| 16       | GT        | 81 | The Racer's Group                               | Kevin A. Buckler Lucas Luhr Timo Bernhard                      | Porsche 911 GT3-RS               | M    | 322   |
| 16       | GT        | 81 | The Racer's Group                               | Kevin A. Buckler Lucas Luhr Timo Bernhard                      | Porsche 3.6L Flat-6              | M    | 322   |
| 17       | GT        | 80 | Freisinger Motorsport                           | Romain Dumas Sascha Maassen Jörg Bergmeister                   | Porsche 911 GT3-RS               | D    | 321   |
| 17       | GT        | 80 | Freisinger Motorsport                           | Romain Dumas Sascha Maassen Jörg Bergmeister                   | Porsche 3.6L Flat-6              | D    | 321   |
| 18       | GTS       | 50 | Larbre Compétition                              | Christophe Bouchut Patrice Goueslard Vincent Vosse             | Chrysler Viper GTS-R             | M    | 319   |
| 18       | GTS       | 50 | Larbre Compétition                              | Christophe Bouchut Patrice Goueslard Vincent Vosse             | Chrysler 8.0L V10                | M    | 319   |
| 19       | LMP675    | 29 | Noël del Bello Racing ROC Compétition           | Jean-Denis Délétraz Christophe Pillon Walter Lechner Jr.       | Reynard 2KQ-LM                   | M    | 317   |
| 19       | LMP675    | 29 | Noël del Bello Racing ROC Compétition           | Jean-Denis Délétraz Christophe Pillon Walter Lechner Jr.       | Volkswagen HPT16 2.0L I4         | M    | 317   |
| 20       | LMP675    | 25 | Gerard Welter                                   | Jean-René de Fournoux Stéphane Daoudi Jean-Bernard Bouvet      | WR LM2001                        | M    | 317   |
| 20       | LMP675    | 25 | Gerard Welter                                   | Jean-René de Fournoux Stéphane Daoudi Jean-Bernard Bouvet      | Peugeot 2.0L Turbo I4            | M    | 317   |
| 21       | GT        | 77 | Team Taisan Advan                               | Atsushi Yogo Akira Iida Kazuyuki Nishizawa                     | Porsche 911 GT3-RS               | Y    | 316   |
| 21       | GT        | 77 | Team Taisan Advan                               | Atsushi Yogo Akira Iida Kazuyuki Nishizawa                     | Porsche 3.6L Flat-6              | Y    | 316   |
| 22       | GT        | 82 | Seikel Motorsport                               | Gabrio Rosa Luca Drudi Luca Riccitelli                         | Porsche 911 GT3-RS               | Y    | 315   |
| 22       | GT        | 82 | Seikel Motorsport                               | Gabrio Rosa Luca Drudi Luca Riccitelli                         | Porsche 3.6L Flat-6              | Y    | 315   |
| 23       | GTS       | 68 | Ray Mallock Ltd. (RML)                          | Pedro Chaves Miguel Ramos Gavin Pickering                      | Saleen S7-R                      | D    | 312   |
| 23       | GTS       | 68 | Ray Mallock Ltd. (RML)                          | Pedro Chaves Miguel Ramos Gavin Pickering                      | Ford 7.0L V8                     | D    | 312   |
| 24       | GT        | 72 | Luc Alphand Aventures                           | Luc Alphand Christian Lavieille Olivier Thévenin               | Porsche 911 GT3-RS               | D    | 299   |
| 24       | GT        | 72 | Luc Alphand Aventures                           | Luc Alphand Christian Lavieille Olivier Thévenin               | Porsche 3.6L Flat-6              | D    | 299   |
| 25       | GTS       | 51 | Larbre Compétition                              | Jean-Luc Chereau Carl Rosenblad Jean-Claude Lagniez            | Chrysler Viper GTS-R             | M    | 278   |
| 25       | GTS       | 51 | Larbre Compétition                              | Jean-Luc Chereau Carl Rosenblad Jean-Claude Lagniez            | Chrysler 8.0L V10                | M    | 278   |
| 26       | GTS       | 66 | Konrad Motorsport                               | Terry Borcheller Toni Seiler Franz Konrad                      | Saleen S7-R                      | P    | 266   |
| 26       | GTS       | 66 | Konrad Motorsport                               | Terry Borcheller Toni Seiler Franz Konrad                      | Ford 7.0L V8                     | P    | 266   |
| 27 NC    | LMP900    | 10 | DAMS Bob Berridge Racing (Vaillante Camera Car) | Philippe Gache Emanuele Clerico Michel Neugarten               | Lola B98/10                      | M    | 150   |
| 27 NC    | LMP900    | 10 | DAMS Bob Berridge Racing (Vaillante Camera Car) | Philippe Gache Emanuele Clerico Michel Neugarten               | Judd GV4 4.0L V10                | M    | 150   |
| 28 DNF   | LMP900    | 19 | MBD Sportscar Team                              | Didier de Radigues Milka Duno John Graham                      | Panoz LMP07                      | A    | 259   |
| 28 DNF   | LMP900    | 19 | MBD Sportscar Team                              | Didier de Radigues Milka Duno John Graham                      | Mugen MF408S 4.0L V8             | A    | 259   |
| 29 DNF   | LMP900    | 12 | Panoz Motor Sports                              | Bill Auberlen David Donohue Gunnar Jeannette                   | Panoz LMP01 Evo                  | M    | 230   |
| 29 DNF   | LMP900    | 12 | Panoz Motor Sports                              | Bill Auberlen David Donohue Gunnar Jeannette                   | Élan 6L8 6.0L V8                 | M    | 230   |
| 30 DNF   | LMP675    | 27 | MG Sport & Racing Ltd.                          | Mark Blundell Julian Bailey Kevin McGarrity                    | MG-Lola EX257                    | M    | 219   |
| 30 DNF   | LMP675    | 27 | MG Sport & Racing Ltd.                          | Mark Blundell Julian Bailey Kevin McGarrity                    | MG (AER) XP20 2.0L Turbo I4      | M    | 219   |
| 31 DNF   | LMP900    | 4  | Riley & Scott Racing                            | Marc Goossens Jim Matthews Didier Theys                        | Riley & Scott MkIIIC             | G    | 189   |
| 31 DNF   | LMP900    | 4  | Riley & Scott Racing                            | Marc Goossens Jim Matthews Didier Theys                        | Élan 6L8 6.0L V8                 | G    | 189   |
| 32 DNF   | LMP900    | 9  | Kondo Racing                                    | Masahiko Kondo Ian McKellar Jr. François Migault               | Dome S101                        | M    | 182   |
| 32 DNF   | LMP900    | 9  | Kondo Racing                                    | Masahiko Kondo Ian McKellar Jr. François Migault               | Judd GV4 4.0L V10                | M    | 182   |
| 33 DNF   | GT        | 73 | DeWALT Racesport Salisbury                      | Richard Stanton Steve Hyde Richard Hayes                       | Morgan Aero 8R                   | D    | 181   |
| 33 DNF   | GT        | 73 | DeWALT Racesport Salisbury                      | Richard Stanton Steve Hyde Richard Hayes                       | BMW (Mader) 4.0L V8              | D    | 181   |
| 34 DNF   | GTS       | 58 | Prodrive                                        | Rickard Rydell Alain Menu Tomáš Enge                           | Ferrari 550-GTS Maranello        | M    | 167   |
| 34 DNF   | GTS       | 58 | Prodrive                                        | Rickard Rydell Alain Menu Tomáš Enge                           | Ferrari F131 6.0L V12            | M    | 167   |
| 35 DNF   | GT        | 75 | Orbit Racing                                    | Leo Hindery Jr. Peter Baron Anthony Kester                     | Porsche 911 GT3-RS               | M    | 165   |
| 35 DNF   | GT        | 75 | Orbit Racing                                    | Leo Hindery Jr. Peter Baron Anthony Kester                     | Porsche 3.6L Flat-6              | M    | 165   |
| 36 DNF   | LMP900    | 18 | Pescarolo Sport                                 | Eric Hélary Stéphane Ortelli Katajama Ukjó                     | Courage C60                      | M    | 144   |
| 36 DNF   | LMP900    | 18 | Pescarolo Sport                                 | Eric Hélary Stéphane Ortelli Katajama Ukjó                     | Peugeot A32 3.2L Turbo V6        | M    | 144   |
| 37 DNF   | GT        | 85 | Spyker Automobielen B.V.                        | Peter Kox Norman Simon Hans Hugenholtz                         | Spyker C8 Double-12R             | D    | 142   |
| 37 DNF   | GT        | 85 | Spyker Automobielen B.V.                        | Peter Kox Norman Simon Hans Hugenholtz                         | BMW 3.4L V8                      | D    | 142   |
| 38 DNF   | LMP675    | 26 | MG Sport & Racing Ltd.                          | Anthony Reid Warren Hughes Jonny Kane                          | MG-Lola EX257                    | M    | 129   |
| 38 DNF   | LMP675    | 26 | MG Sport & Racing Ltd.                          | Anthony Reid Warren Hughes Jonny Kane                          | MG (AER) XP20 2.0L Turbo I4      | M    | 129   |
| 39 DNF   | LMP675    | 28 | ROC Auto                                        | Jordi Gené Mark Smithson Peter Owen                            | Reynard 2KQ-LM                   | M    | 126   |
| 39 DNF   | LMP675    | 28 | ROC Auto                                        | Jordi Gené Mark Smithson Peter Owen                            | Volkswagen HPT16 2.0L I4         | M    | 126   |
| 40 DNF   | GT        | 74 | Auto Palace                                     | Guillaume Gomez Ryo Fukuda Laurent Cazenave                    | Ferrari 360 Modena GT            | P    | 119   |
| 40 DNF   | GT        | 74 | Auto Palace                                     | Guillaume Gomez Ryo Fukuda Laurent Cazenave                    | Ferrari F133 3.6L V8             | P    | 119   |
| 41 DNF   | LMP675    | 30 | KnightHawk Racing                               | Steve Knight Mel Hawkins Duncan Dayton                         | MG-Lola EX257                    | A    | 102   |
| 41 DNF   | LMP675    | 30 | KnightHawk Racing                               | Steve Knight Mel Hawkins Duncan Dayton                         | MG (AER) XP20 2.0L Turbo I4      | A    | 102   |
| 42 DNF   | LMP900    | 22 | DAMS (Leader Camera Car)                        | Jérôme Policand Marc Duez Perry McCarthy                       | Panoz LMP-1 Roadster-S           | M    | 98    |
| 42 DNF   | LMP900    | 22 | DAMS (Leader Camera Car)                        | Jérôme Policand Marc Duez Perry McCarthy                       | Élan 6L8 6.0L V8                 | M    | 98    |
| 43 DNF   | GTS       | 53 | Team Carsport Holland Racing Box                | Mike Hezemans Gabriele Matteuzzi Anthony Kumpen Luca Capellari | Chrysler Viper GTS-R             | P    | 93    |
| 43 DNF   | GTS       | 53 | Team Carsport Holland Racing Box                | Mike Hezemans Gabriele Matteuzzi Anthony Kumpen Luca Capellari | Chrysler 8.0L V10                | P    | 93    |
| 44 DNF   | LMP900    | 11 | Panoz Motor Sports                              | David Brabham Jan Magnussen Bryan Herta                        | Panoz LMP01 Evo                  | M    | 90    |
| 44 DNF   | LMP900    | 11 | Panoz Motor Sports                              | David Brabham Jan Magnussen Bryan Herta                        | Élan 6L8 6.0L V8                 | M    | 90    |
| 45 DNF   | GT        | 71 | JMB Racing                                      | Steve Earle Chris MacAllister Gary Schultheis                  | Ferrari 360 Modena GT            | P    | 85    |
| 45 DNF   | GT        | 71 | JMB Racing                                      | Steve Earle Chris MacAllister Gary Schultheis                  | Ferrari F133 3.6L V8             | P    | 85    |
| 46 DNF   | GTS       | 67 | Konrad Motorsport                               | Walter Brun Charles Slater Rodney Mall                         | Saleen S7-R                      | P    | 83    |
| 46 DNF   | GTS       | 67 | Konrad Motorsport                               | Walter Brun Charles Slater Rodney Mall                         | Ford 7.0L V8                     | P    | 83    |
| 47 DNF   | GT        | 78 | PK Sport Ltd.                                   | Robin Liddell David Warnock Piers Masarati                     | Porsche 911 GT3-RS               | P    | 83    |
| 47 DNF   | GT        | 78 | PK Sport Ltd.                                   | Robin Liddell David Warnock Piers Masarati                     | Porsche 3.6L Flat-6              | P    | 83    |
| 48 DNF   | LMP900    | 21 | Team Ascari                                     | Werner Lupberger Ben Collins Timothy J. Bell                   | Ascari KZR-1                     | D    | 17    |
| 48 DNF   | LMP900    | 21 | Team Ascari                                     | Werner Lupberger Ben Collins Timothy J. Bell                   | Judd GV4 4.0L V10                | D    | 17    |
| 49 DNF   | GT        | 70 | JMB Racing                                      | Cort Wagner Sam Hancock Martin Short                           | Ferrari 360 Modena GT            | P    | 16    |
| 49 DNF   | GT        | 70 | JMB Racing                                      | Cort Wagner Sam Hancock Martin Short                           | Ferrari F133 3.6L V8             | P    | 16    |
| 50 DNF   | LMP675    | 24 | Autoexe Motorsport                              | Yojiro Terada John Fergus Jim Downing                          | Autoexe (WR) LMP-02              | A    | 5     |
| 50 DNF   | LMP675    | 24 | Autoexe Motorsport                              | Yojiro Terada John Fergus Jim Downing                          | Mazda R26B 2.6L 4-Rotor          | A    | 5     |